# タフィ・ローズ
- タフィー・ローズ[1]

タフィ・ローズ（Tuffy Rhodes、本名：カール・デリック・ローズ〈Karl Derrick Rhodes〉、1968年8月21日 - ）は、アメリカ合衆国オハイオ州シンシナティ出身の元プロ野球選手（外野手）、プロ野球コーチ。
NPBでは1996年 - 2003年にパシフィック・リーグ（パ・リーグ）の大阪近鉄バファローズ（1998年までは「近鉄バファローズ」）で、2004年 - 2005年はセントラル・リーグ（セ・リーグ）の読売ジャイアンツ（巨人）で、2007年 - 2009年はパ・リーグのオリックス・バファローズでそれぞれプレーした。NPBでは通算400本塁打を記録した唯一の外国人選手である。また近鉄時代の2001年にはシーズン55本塁打を記録し、これは翌2002年のアレックス・カブレラ（西武ライオンズ）による記録とともに、パ・リーグのシーズン本塁打数最多記録（55本）となっている。

## 経歴

### プロ入り前
母親がプレーしていたソフトボールに影響されて野球を始めたという。ケン・グリフィー・ジュニアとは幼馴染で、いつも一緒に野球をプレーし、家族ぐるみの付き合いでもあったという。

### アストロズ時代
1986年のドラフト3巡目でヒューストン・アストロズに入団。俊足の中堅手として、1A時代の1988年には年間65盗塁を記録している。1990年にメジャーリーグ初昇格を果たす。

### ロイヤルズ傘下時代
1993年4月にカンザスシティ・ロイヤルズに移籍。ロイヤルズではメジャー昇格を果たせなかったが、傘下のAAA級ではそれまでマイナーリーグでの自己最多本塁打が4本だったが、この年は88試合目までに23本を放ち、長距離打者として開花した。

### カブス時代
1993年7月31日に3球団が絡むトレードでシカゴ・カブスへ移籍。同シーズンは前述のロイヤルズAAA級と合わせてマイナーリーグで計30本塁打を放った。
1994年は開幕戦の対ニューヨーク・メッツ戦で1番打者として出場し、ドワイト・グッデンから第1打席より3打席連続本塁打を放ち、名が知れ渡る（開幕戦3本塁打は現在もメジャー記録）。同年は65試合に出場して269打数を記録、63安打、8本塁打、19打点、打率.234の成績を残したが、メジャーに定着することはできなかった。

### レッドソックス時代
1995年はカブスでメジャー13試合に出場したが、シーズン途中にカブスからウェイバー公示され、ボストン・レッドソックスへ移籍した。しかし移籍後はマイナー暮らしが続き、シーズン終了後にFAとなった。
メジャー在籍時代、俊足の持ち主でもあるローズには先頭打者としての活躍が首脳陣から期待されていたが、ローズは長距離打者として出場したかったために首脳陣と折り合わず、その夢を実現するために日本に来ることを決意した。1995年までのメジャー通算成績は216試合出場、565打数、130安打、13本塁打、43打点、打率.230。来日直前には帰郷して消防士になることも考えていたという。

### 近鉄時代
1995年10月、ローズは近鉄バファローズと入団契約を締結し、同月27日に入団が発表された。1996年シーズンの年俸は4000万円。同時期に来日したクリス・ドネルス（登録名は「C・D」）はアベレージヒッターと評されていた一方、ローズは長打力が魅力のパワーヒッターと評されていた。近鉄は同年オフに本塁打王を3回獲得したラルフ・ブライアントを解雇しており、ローズはブライアントに代わる大砲として期待された。またチャンスに強い打撃が大きな魅力であるとも評されていた。一方でC・Dともども、巧みさはあるが迫力に欠けるという評価もあった。
来日1年目の1996年は、オープン戦でミートのうまさをアピールした。来日当初、ローズはブライアントが使っていたミズノ製の3タイプのバットを使い分けており、またスパイクはアメリカンスタイルの埋め込み歯を特注しており、開幕3戦目となる4月2日のオリックス・ブルーウェーブ戦では石井浩郎に代わる四番打者として起用され、3打点と結果を残した。シーズンでは3本のサヨナラ本塁打など日本野球に適応し、全試合出場、チーム三冠王となる。
1997年も全試合に出場し、8月にはパ・リーグ新記録（当時）となる4試合連続猛打賞を記録。最終的には来日初の打率3割を記録し、初のベストナインに選出された。4月19日の西武ライオンズ戦、同点の4回無死一塁、フルカウントから西口文也の内角低めをストライクと判定されると、何事か叫びながら球審の中村稔に詰め寄り、中村は「私に向かって最高の侮辱的言葉を吐いた」として、ローズに退場をコールした。
1998年は前年より調子を落とし、前年と同じ22本塁打を放ったものの打率.257だった。7月1日の日本ハムファイターズ戦では、9回にストライク判定に不満を爆発させ、球審の山村達也に暴言を吐き、退場になる。山村は「"ファック"と言われた。1、4回にもストライクの判定に不満そうだった。9回は文句を言ったので退場にした」、さらに山村の胸を小突いたことから、1試合出場停止処分も受けた。
球団名が「大阪近鉄バファローズ」に変更された1999年は、シーズン途中からチームが最下位に低迷する中で成績を伸ばした。最終的には40本塁打・101打点を記録し、それぞれ来日後初のタイトルとなる本塁打王・打点王を獲得、パ・リーグ二冠王となる。
2000年もチームは2年連続で最下位となり、自身も前年を下回る成績だったが3年ぶりに全試合に出場した。
2001年は本塁打を量産し、9月5日の対西武戦（西武ドーム）では50号本塁打を放つ。パ・リーグにおけるシーズン50本塁打は1986年に落合博満（ロッテ・オリオンズ）が達成して以来15年ぶり、また外国人選手によるシーズン50本塁打は1985年に阪神タイガースのランディ・バースが達成して以来16年ぶりで、パ・リーグの外国人選手としては初の快挙であった。9月8日の対福岡ダイエーホークス戦（大阪ドーム）では51号と52号の2本塁打を放ち1963年の野村克也（南海ホークス）、1985年の落合の記録に並び、9月9日の対ダイエー戦（大阪ドーム）でパ・リーグの選手としては史上最多本塁打となる53号本塁打を放った。9月12日の対千葉ロッテマリーンズ戦（大阪ドーム）でバースに並ぶ54号を放ってから6試合は本塁打が出なかったが、9月24日の対西武戦（大阪ドーム）で松坂大輔から本塁打を放ち、王貞治以来の当時のNPBタイ記録となるシーズン55本塁打を達成してパ・リーグ優勝に貢献、初のパ・リーグMVPにも選出された。同年にはチームメイトの中村紀洋も46本塁打を記録し、ローズと2人で合計101本塁打を記録した。また打点も131を記録したが、中村（132打点）と1打点差で打点王との二冠王を逃した。日本シリーズでも第2戦で決勝3点本塁打を放つなど活躍し、チームは日本一を逃したが打線の不調の中で気を吐き敢闘選手賞を受賞した。なお第4戦でも本塁打を放ったが、日本一を決められた第5戦ではチームに本塁打が出なかったこと、またこの年のリーグ優勝が近鉄球団として最後のリーグ優勝となり（球団はその後、2004年のプロ野球再編問題でオリックスと合併して消滅したため）、ローズは近鉄球団の日本シリーズで本塁打を放った最後の打者となった。
2002年は117打点で打点王を獲得。また46本塁打を記録したが、同年はアレックス・カブレラ（西武）が前年の自身と同じくパ・リーグ記録となるシーズン55本塁打を記録したため、本塁打王との二冠王は逃した。同年3月12日の日本ハムとのオープン戦では、2回にフルカウントから関根裕之の外角球を球審の丹波幸一にストライクと判定され、思わず「ブル・シット（クソ野郎）!」と吐き捨てた。米国の審判学校で学び、通訳経験もある丹波は、英語のスラングも理解できたので、即座に退場を言い渡した。4月30日の西武戦では、1試合で2度退場の騒ぎを起こした。5回二死、カウント1-2から許銘傑の内角高めを自信たっぷりに見送ったが、球審の山本隆造の判定は「ストライク!」。直後、激しく抗議して退場を宣告される。「内容は言えませんが、英語で汚い言葉を使いました」という山本に対し、ローズは「"ファッキン・ボール"（クソボール）と言ったんだ。審判を侮辱したんじゃない」と不満をあらわにした。9回に三塁側カメラマン席に現れ、三塁塁審中村稔にヤジを飛ばし、山本が「退場になった選手がグラウンドから見えるところにいてはいけない」と再度退場させる珍事となり、本来なら制裁金10万円程度で済むところ、倍額の20万円を科せられた。
2003年は6月23日と25日に2試合連続満塁本塁打を記録。この記録はNPBでは1993年の秋山幸二（西武）以来10年ぶり4人目、パ・リーグ史上3人目である。最終的には51本塁打を放ち、50本塁打を記録したカブレラとのタイトル争いを制して自身3度目の本塁打王を獲得した。また、3年連続ベストナインにも選出された。打点も117を記録したが、松中信彦（ダイエー）の123打点におよばず、同年も打点王との二冠王は逃した。同年オフの契約更改では、ローズが複数年契約を希望したものの球団は単年契約を提示し、折り合いが付かず交渉は決裂。同年11月10日、退団が発表された。同年の対西武戦では、青木勇人がチームメイトの中村紀洋に死球を与えた際、帽子に手をやることもなかったため、その態度に激高したローズが青木を突き飛ばし、青木はむち打ち症になった。西武・小野賢二球団代表はローズの行動を暴力行為として刑事告訴を示唆したが、青木本人にその意思がなかったことや、リーグとは別に近鉄が独自の処分を科したことから、同代表は「近鉄球団の処置を理解し、これで一件落着としたい」と判断した。

### 巨人時代
2003年12月26日、セ・リーグの読売ジャイアンツへの移籍が正式決定した。背番号は20。
2004年は落合に次ぐ史上2人目、外国人選手では史上初となる両リーグでの本塁打王を獲得（リーグを跨いでの2年連続本塁打王も史上初）。なお、外国人による4度目の本塁打王獲得も史上初である（2023年シーズン終了時点で史上最多）。この年の巨人はシーズン259本塁打の日本記録を打ち立てた。同年途中にFA権を取得し、翌年から外国人枠の適用外（郭泰源に続き2人目、野手では初）となる。近鉄時代の左翼手・右翼手とは異なり、中堅手としての守備起用が主となる。2005年正月の報知新聞インタビュー上では「登録を狼主（ろうず）にしたい」「引退後は和室を作り、バットを飾りたい」と答えており、野球人生を巨人で終える考えを持っていた。
2005年4月26日の東京ヤクルトスワローズ戦（福岡Yahoo!JAPANドーム）で、9回表にアレックス・ラミレスが放った左中間への打球を追わなかったことをコーチの弘田澄男に「緩慢プレー」と指摘されると、激高して弘田に掴み掛かるなど激しい口論となった。試合も敗れて5連敗を喫し、試合後も怒りが収まらず、ドームから宿舎に向かう通路で報道陣からこの騒動について問われると必死に宥める通訳を制して「どんどん（記事に）書いて」と前置きした上で「負けたのは俺のせいだと弘田（澄男）さんが言った。日本で10年間やってきたけど尊敬がない。投手があれだけ打たれるのも俺のせい?ピッチャーも悪い。みんな悪い。ジャイアンツ下手くそ。ジャイアンツ大嫌い。東京に帰る」と日本語でまくし立てた。この言動は物議を醸し、罰金を徴収された。5月29日のオリックス戦で退場処分を受け、金田正一の8回を抜いて最多退場（9回）となった。8月に右肩痛の治療で帰国離脱してからは一度も一軍に復帰することなくシーズンを終え、結局この年は101試合の出場で打率.240・27本塁打・70打点と前年より成績を落とし、来日以来初めて規定打席に到達しなかった。11月7日に戦力外通告を受け、この年限りで巨人を退団した。同年オフには古巣・近鉄の合併先であるオリックス・バファローズが獲得を検討したが、オリックスがローズの代理人と連絡を取ることができず、断念した。

### レッズ傘下時代
2006年は帰国してシンシナティ・レッズとマイナー契約を結ぶ。しかし、招待選手としてオープン戦では12試合で27打数6安打と振るわず、レッズから降格を通達された。3月21日に一時は現役引退を表明して、公式戦は1年間プレーしなかった。同年オフにオリックスの球団関係者に電話で「日本で野球をやりたい。手術した右肩の状態も大丈夫だ」と日本球界への復帰およびオリックスへの入団希望を伝え、入団テストを受けることが決まった。

### オリックス時代
2007年のオリックス春季キャンプで入団テストを実施することが決定し、受験のため来日。当初は体型が以前の体重87 kgから100 kgにまで増量していて明らかに身体が丸まっており、関係者一同を不安にさせたが、本人は「少し時間をくれ」と発言。テスト期間中に見事絞り上げ、2月26日に合格。3月1日に入団が決定し、背番号は8に決まった。入団決定時の記者会見の第一声は、日本語での「タダイマ」だった。オリックスでのローズの応援歌は、曲自体は近鉄時代と同じだったものの、歌詞は「再出発」という意味で変更された。
4月4日の千葉ロッテマリーンズ戦で、小野晋吾から4号本塁打を放って日本球界では歴代28人目、外国人選手では初となる通算1000打点を達成。この節目の記録を皮切りに同年はメモリアルが続き、5月10日の対ロッテ戦での1354試合目の出場でロベルト・バルボンが持っていた外国人選手の最多出場記録を更新。5月27日の巨人戦で上原浩治から決勝本塁打を放ち「全球団から本塁打」を達成。6月30日の対日本ハム戦では通算1500本安打を達成。9月2日の対ロッテ戦では通算400本塁打を達成した。
7月17日の対ロッテ戦では3回一死、清水直行の投げた内角高めの球に「危ない」と捕手の里崎智也を睨んだが、里崎が「全然危なくない」と答えたためにエキサイトして里崎を突き飛ばしてパンチ・キックを浴びせ、ジョン・ディーバス（オリックス）、高橋慶彦（ロッテ）両コーチ共々退場処分を受ける（3人同時の退場処分は史上5度目でローズ自身は通算11度目の退場）。9月18日の対西武戦では42号本塁打を放ち、山﨑武司に1本差を付けたものの左股関節を悪化させ、2004年以来の本塁打王獲得間近だった終盤で無念の帰国となった（本塁打王は43本塁打の山崎が獲得）。長打率.603は両リーグ通じてトップ、出塁率.403、四球数88個、三振数147個はパ・リーグ1位であるなど、記録ずくめのシーズンだった。
2008年4月12日の東北楽天ゴールデンイーグルス戦で、レロン・リーが持つ通算1579本安打の外国人選手通算最多安打記録を抜き、外国人通算安打の新記録を達成。5月17日の対ロッテ戦で秋村謙宏球審のストライク判定に抗議、空振り三振での打席完了後に「何か言ってたけど、それは英語で分からない。その時の顔が侮辱行為と感じた」という理由で秋村に退場を宣告された。12回目の退場。5月26日の対横浜ベイスターズ戦（横浜スタジアム）では通算1500試合出場を記録、10月1日の福岡ソフトバンクホークス戦では杉内俊哉から40代での40号本塁打を達成し、自身3度目の打点王を獲得。
2009年4月26日の日本ハム戦（スカイマークスタジアム）で、榊原諒から史上12人目となる通算450本塁打を達成。しかし、5月13日の対西武戦（スカイマークスタジアム）で星野智樹から死球を受け、右手第五中手骨折と診断されて離脱した。8月4日の対楽天戦（スカイマークスタジアム）で復帰し、岩隈久志から先制適時打を含む3安打猛打賞を記録。8月7日の対ロッテ戦で通算300二塁打を達成。8月27日の日本ハム戦で、球審の白井一行を「ヘタクソ!」と罵り、通算14度目の退場。10月5日の楽天戦（京セラドーム大阪）が自身にとってシーズン最終戦となり、翌日アメリカへ帰国した。同年は前述の骨折による離脱の影響もあり、日本でプレーした年で最低の成績（84試合出場、91安打・22本塁打、最少となる62打点）で、規定打席数に到達しなかったのも2005年以来、2度目だった（ただし、打率自体は.308と2001年の.327に次ぐ成績）。
推定年俸3億2000万円からの大幅減俸にローズが納得いかず、シーズン終了後の契約交渉が難航したため、12月2日に球団から発表された次年度契約保留選手名簿から名前が外され、自由契約選手として公示された。ローズ側から連絡がなかったこと、岡田彰布新監督の戦力構想から外れたこと、田口壮外野手の入団もあり、球団は2010年1月23日に交渉を打ち切り、そのまま退団した。その後、どこの球団にも所属することはなく、この年限りで2度目の現役引退。

### 引退後
アメリカに帰国し、テキサス州ヒューストン郊外で父親と2人で暮らしながら、息子のバスケットボールチームのコーチをしていた。

### 富山での現役復帰
2015年5月25日に、近鉄時代のチームメイトでもある吉岡雄二が監督を務めるルートインBCリーグの富山GRNサンダーバーズからのオファーを機に現役復帰を決意し、野手コーチ兼任で入団。このシーズンは41試合に出場し、打率.315、本塁打5の成績を挙げる。選手としての成績のみならず、その人気からグッズが売れ、富山の観客動員も既存のリーグ6球団の中で唯一前年から増加するなど、営業面にも貢献した。このため、球団側は2016年もチームに残留させる予定であったが、オフにふくらはぎを痛めたことがきっかけで来日が遅れ、開幕時点では出場選手登録に含まれていたものの、医師から制止されて来日が叶わず、8月18日に出場選手登録を抹消され、コーチ専任となった。結局、2016年は来日できずに終わった。オフに富山側は2017年に改めて獲得を検討しているとも報じられたが、コーチとしても、選手としても、契約を結ぶことはなかった。

## 選手としての特徴

### 打撃
変化球への対応に秀でるが、内角高めがウィークポイントである。

### その他
NPB歴代最多となる通算14回の退場処分を受けている。

## 人物
愛称の「タフィ」はタフ（tough）からきている。幼少時代、顔面に死球を受けて鼻血を出したにもかかわらず翌日の試合に出場している姿を「母親が『タフだ』と言った」「監督が『タフな奴だ』と言ったから」の2説が流れていたが、1997年にパンチョ伊東が行ったインタビューで「7歳の時に、リトルリーグのコーチが『こんなタフな子供はいない』というんでタフィさ」とローズ本人が語っている。なお、愛称に関しては多くのメディアが「タフィ」と表記していたものの、NPBに登録された表記は「タフィー」と長音符を含むものであった。
インタビューなどでの明るいトークと親しみやすい性格などで人気がある。
- 近鉄時代、佐々木恭介監督の台詞「ヨッシャー!!」を絶叫していた。
- 巨人移籍時、発言によるトラブルの発生を避けるため、「記者と会話する際は基本的に通訳を介して話すように」という契約が交わされていた。このため、インタビュアーの質問を通訳を介さずに直接聞き取り、自らの英語の答えを通訳に日本語に訳してもらうという一風変わった場面も見られた（後に入団した李承燁も同様の場面が見られた）。「ヨッシャー!!」も関東の球団に移籍したのに合わせて「ヤッタゼー!!」に変更するプランもあったが実現せず、阿部慎之助がインタビューで発する「最高でーす!」を多用するようになった（オリックス入団後も用いていた）。

自身で「見た目で判断せず、とりあえず食べてみるタイプ」と語っている。
嫌いな食べ物はタコ。理由として「グニャグニャして、ゴムをかんでいるみたいだから」。その他、辛いものも苦手。
オートバイ好きでもあり、2001年にMVPを獲得した際には、カワサキモータースジャパンから1500ccのオートバイを贈呈されたこともあった。

### シーズン本塁打記録を巡って
2001年9月24日に松坂大輔からシーズン55本目の本塁打を放ったが、同月29日のロッテ戦、30日のダイエー戦では勝負を避けられた。その後のオリックス戦2試合でも本塁打は出ず、新記録はならなかった。
後にローズは当時ダイエーの監督が王貞治だったことについて「王さんに悪い感情はない。日本の野球は捕手とバッテリーコーチが決めるから。実はあの日、55号を記念して王さんにサインボールを3個もらった。そのボールは今も大切に飾っている」と語っている。
王貞治がNPB歴代最高の打者だと評価しており、村上宗隆が2022年にシーズン55号の本塁打記録に並んだ際にインタビューで「村上以外では、松井（秀喜）が日本の最高の打者だと思うか」と聞かれて「ノー、王貞治さんだ。生で見たわけではなく、ビデオだけれども、王さんこそ史上最高の日本選手だと思う。生で見た中では、イチローがベストかな」と答え、「村上は王さんに近づいていくポテンシャルがあると思うか」と聞かれて「ノー（笑）。すまないが、ノーだ。王さんに近づける選手は誰もいない。いい選手はたくさんいる。清原（和博）さん、松井さん、高橋（由伸）さん、イチローさん、長嶋監督、原監督…。ただ、王さんがNo.1だ」と答えている。

### 人間関係
ケン・グリフィー・ジュニアとは幼馴染で、いつも一緒にプレーしていた。グリフィー家とローズ家は母親同士が古くからの友人で、家族ぐるみでの付き合いもあったという。
梨田昌孝には「養子にしたいくらい」と可愛がられていた。近鉄時代にヘッドコーチだった伊勢孝夫を「日本のお父さん」と慕い、ヘッドコーチからフロントへ転身した後もスランプに陥った際は指示を仰いでいた。
清原和博と仲が良く「ジャイアンツ移籍時に、キヨさん（清原）がセ・リーグ投手の特徴を良くアドバイスしてくれた」「（オリックス入団時）キヨさんと野球が出来るのが楽しみ」というコメントを残している。清原が引退した2008年には、足の故障でクライマックスシリーズに出場しないことを明らかにした清原に対して「ベンチに座っているだけで良いから一緒に出てください」と涙ながらに頼んでいた。そして、清原の引退試合で40号本塁打を放ったあと、ベンチ前で清原と抱擁を交わして「キヨさんの最後の試合に一緒に出て、本塁打を打てたことが嬉しい」とコメントしている。
近鉄時代のチームメイトで4番を打っていた中村紀洋とはお互い親友というほど仲がよく、2009年に（二度目の）現役引退を表明してからも電話で連絡し合っているという。中村は近鉄球団消滅後の2005年はアメリカでプレーし、2006年にオリックス入団したが、故障の影響で出場試合数が100試合未満に終わったことで公傷にするかどうかを巡って球団と対立し、交渉が決裂してオリックスを退団した。2007年にローズがオリックスに入団したがチームメイトになることはなった。
1997年から2000年まで同僚のフィル・クラークとは同い年ということもあり仲がよく、ベンチなどで談笑していることが多々あった。只、ローズがその真面目な性格であるクラークをからかい過ぎた事もあって御互いに口を利かなくなった時期もあり、上述の「日本のお父さん」であり当時ヘッドコーチを務めていた伊勢が二人の不仲がチームに悪影響を及ぼす事を憂いて二人を呼び出し、説教。再び仲直りしている。
堀内恒夫はローズをあまり快く思っていなかったようであり、2019年の記事で「彼には被害妄想の気があって、俺ばかりが差別されるという先入観があった」と監督時代に手を焼いたと語った。
平下晃司とは、近鉄とオリックスでともにプレーした間柄だった。2008年のオープン戦、平下がホームランを打ったにもかかわらず二軍行きを告げられると、これを知ったローズは激怒。同僚のグレッグ・ラロッカの加勢も受けて、監督のテリー・コリンズに対し猛抗議を行った。

## 詳細情報

### 年度別打撃成績
| 年 度     | 球 団      | 試 合 | 打 席 | 打 数 | 得 点 | 安 打 | 二 塁 打 | 三 塁 打 | 本 塁 打 | 塁 打 | 打 点 | 盗 塁 | 盗 塁 死 | 犠 打 | 犠 飛 | 四 球 | 敬 遠 | 死 球 | 三 振 | 併 殺 打 | 打 率 | 出 塁 率 | 長 打 率 | O P S |
| --------- | ---------- | ----- | ----- | ----- | ----- | ----- | -------- | -------- | -------- | ----- | ----- | ----- | -------- | ----- | ----- | ----- | ----- | ----- | ----- | -------- | ----- | -------- | -------- | ----- |
| 1990      | HOU        | 38    | 101   | 86    | 12    | 21    | 6        | 1        | 1        | 32    | 3     | 4     | 1        | 1     | 1     | 13    | 3     | 0     | 12    | 1        | .244  | .340     | .372     | .712  |
| 1991      | HOU        | 44    | 152   | 136   | 7     | 29    | 3        | 1        | 1        | 37    | 12    | 2     | 2        | 0     | 1     | 14    | 3     | 1     | 26    | 3        | .213  | .289     | .272     | .562  |
| 1992      | HOU        | 5     | 4     | 4     | 0     | 0     | 0        | 0        | 0        | 0     | 0     | 0     | 0        | 0     | 0     | 0     | 0     | 0     | 2     | 0        | .000  | .000     | .000     | .000  |
| 1993      | HOU        | 5     | 2     | 2     | 0     | 0     | 0        | 0        | 0        | 0     | 0     | 0     | 0        | 0     | 0     | 0     | 0     | 0     | 0     | 0        | .000  | .000     | .000     | .000  |
| 1993      | CHC        | 15    | 63    | 52    | 12    | 15    | 2        | 1        | 3        | 28    | 7     | 2     | 0        | 0     | 0     | 11    | 0     | 0     | 9     | 0        | .288  | .413     | .538     | .951  |
| '93計     | CHC        | 20    | 65    | 54    | 12    | 15    | 2        | 1        | 3        | 28    | 7     | 2     | 0        | 0     | 0     | 11    | 0     | 0     | 9     | 0        | .278  | .400     | .519     | .919  |
| 1994      | CHC        | 95    | 308   | 269   | 39    | 63    | 17       | 0        | 8        | 104   | 19    | 6     | 4        | 3     | 2     | 33    | 1     | 1     | 64    | 1        | .234  | .318     | .387     | .705  |
| 1995      | CHC        | 13    | 17    | 16    | 2     | 2     | 0        | 0        | 0        | 2     | 2     | 0     | 0        | 0     | 1     | 0     | 0     | 0     | 4     | 1        | .125  | .118     | .125     | .243  |
| 1995      | BOS        | 10    | 28    | 25    | 2     | 2     | 1        | 0        | 0        | 3     | 1     | 0     | 0        | 0     | 0     | 3     | 0     | 0     | 4     | 1        | .080  | .179     | .120     | .299  |
| '95計     | BOS        | 23    | 45    | 41    | 4     | 4     | 1        | 0        | 0        | 5     | 3     | 0     | 0        | 0     | 1     | 3     | 0     | 0     | 8     | 2        | .098  | .156     | .122     | .278  |
| 1996      | 近鉄       | 130   | 564   | 501   | 80    | 147   | 29       | 1        | 27       | 259   | 97    | 11    | 8        | 0     | 5     | 57    | 2     | 1     | 122   | 10       | .293  | .363     | .517     | .880  |
| 1997      | 近鉄       | 135   | 607   | 511   | 88    | 157   | 37       | 0        | 22       | 260   | 102   | 22    | 8        | 0     | 5     | 87    | 6     | 4     | 109   | 7        | .307  | .409     | .509     | .917  |
| 1998      | 近鉄       | 134   | 579   | 494   | 81    | 127   | 25       | 0        | 22       | 218   | 70    | 15    | 3        | 0     | 4     | 81    | 7     | 0     | 120   | 14       | .257  | .359     | .441     | .801  |
| 1999      | 近鉄       | 131   | 565   | 491   | 94    | 148   | 38       | 1        | 40       | 308   | 101   | 5     | 2        | 0     | 3     | 69    | 7     | 2     | 115   | 7        | .301  | .388     | .627     | 1.015 |
| 2000      | 近鉄       | 135   | 589   | 525   | 85    | 143   | 25       | 2        | 25       | 247   | 89    | 6     | 6        | 0     | 4     | 58    | 5     | 2     | 134   | 10       | .272  | .345     | .470     | .815  |
| 2001      | 近鉄       | 140   | 643   | 550   | 137   | 180   | 19       | 0        | 55       | 364   | 131   | 9     | 2        | 0     | 2     | 83    | 2     | 8     | 140   | 14       | .327  | .421     | .662     | 1.083 |
| 2002      | 近鉄       | 138   | 613   | 534   | 94    | 145   | 31       | 2        | 46       | 318   | 117   | 5     | 2        | 0     | 3     | 71    | 8     | 5     | 140   | 10       | .272  | .361     | .596     | .956  |
| 2003      | 近鉄       | 138   | 614   | 508   | 94    | 140   | 16       | 0        | 51       | 309   | 117   | 7     | 1        | 0     | 6     | 98    | 11    | 2     | 137   | 10       | .276  | .391     | .608     | .999  |
| 2004      | 巨人       | 134   | 601   | 523   | 95    | 150   | 17       | 0        | 45       | 302   | 99    | 3     | 1        | 0     | 1     | 72    | 2     | 5     | 147   | 16       | .287  | .378     | .577     | .955  |
| 2005      | 巨人       | 101   | 445   | 379   | 54    | 91    | 9        | 0        | 27       | 181   | 70    | 2     | 0        | 0     | 7     | 55    | 1     | 4     | 125   | 12       | .240  | .337     | .478     | .815  |
| 2007      | オリックス | 132   | 554   | 464   | 75    | 135   | 19       | 0        | 42       | 280   | 96    | 0     | 0        | 0     | 2     | 88    | 10    | 0     | 147   | 7        | .291  | .403     | .603     | 1.006 |
| 2008      | オリックス | 142   | 600   | 499   | 82    | 138   | 31       | 1        | 40       | 291   | 118   | 2     | 0        | 0     | 2     | 95    | 9     | 3     | 145   | 8        | .277  | .394     | .583     | .977  |
| 2009      | オリックス | 84    | 346   | 295   | 41    | 91    | 15       | 0        | 22       | 172   | 62    | 0     | 1        | 0     | 3     | 44    | 7     | 4     | 74    | 5        | .308  | .402     | .583     | .985  |
| MLB：6年  | MLB：6年   | 225   | 675   | 590   | 74    | 132   | 29       | 3        | 13       | 206   | 44    | 14    | 7        | 4     | 5     | 74    | 7     | 2     | 121   | 7        | .224  | .310     | .349     | .659  |
| NPB：13年 | NPB：13年  | 1674  | 7320  | 6274  | 1100  | 1792  | 311      | 7        | 464      | 3509  | 1269  | 87    | 34       | 0     | 47    | 958   | 77    | 40    | 1655  | 130      | .286  | .381     | .559     | .940  |

- 各年度の太字はリーグ最高。

### 年度別守備成績
| 年 度 | 球 団      | 外野  | 外野  | 外野  | 外野  | 外野  | 外野     |
| 年 度 | 球 団      | 試 合 | 刺 殺 | 補 殺 | 失 策 | 併 殺 | 守 備 率 |
| ----- | ---------- | ----- | ----- | ----- | ----- | ----- | -------- |
| 1990  | HOU        | 30    | 61    | 2     | 3     | 0     | .955     |
| 1991  | HOU        | 44    | 87    | 4     | 4     | 1     | .958     |
| 1992  | HOU        | 1     | 0     | 0     | 0     | 0     | ----     |
| 1993  | HOU CHC    | 18    | 33    | 1     | 1     | 0     | .971     |
| 1994  | CHC        | 76    | 142   | 4     | 5     | 1     | .967     |
| 1995  | HOU BOS    | 20    | 26    | 0     | 2     | 0     | .929     |
| 1996  | 近鉄       | 129   | 232   | 8     | 5     | 1     | .980     |
| 1997  | 近鉄       | 135   | 264   | 14    | 6     | 5     | .979     |
| 1998  | 近鉄       | 133   | 261   | 9     | 6     | 1     | .978     |
| 1999  | 近鉄       | 131   | 243   | 8     | 5     | 1     | .980     |
| 2000  | 近鉄       | 135   | 244   | 7     | 4     | 2     | .984     |
| 2001  | 近鉄       | 140   | 254   | 3     | 3     | 1     | .988     |
| 2002  | 近鉄       | 135   | 213   | 3     | 6     | 0     | .973     |
| 2003  | 近鉄       | 136   | 247   | 11    | 5     | 4     | .981     |
| 2004  | 巨人       | 134   | 226   | 5     | 3     | 0     | .987     |
| 2005  | 巨人       | 101   | 183   | 6     | 3     | 1     | .984     |
| 2007  | オリックス | 18    | 25    | 1     | 1     | 0     | .963     |
| 2008  | オリックス | 27    | 45    | 1     | 1     | 0     | .979     |
| 2009  | オリックス | 17    | 24    | 0     | 0     | 0     | 1.000    |
| MLB   | MLB        | 189   | 349   | 11    | 15    | 2     | .960     |
| NPB   | NPB        | 1371  | 2461  | 76    | 48    | 16    | .981     |

### タイトル
- 本塁打王：4回（1999年、2001年、2003年、2004年）
- 打点王：3回（1999年、2002年、2008年）
- 最高出塁率：1回（2007年）

### 表彰
- 最優秀選手：1回（2001年）
- ベストナイン：7回（外野手部門：1997年、1999年、2001年 - 2004年、指名打者部門：2008年）
- 日本シリーズ敢闘賞：1回（2001年）
- 月間MVP：3回（1997年7月、2001年6月、2007年7月）
- ホームランダービー優勝：1回（2008年第1戦[注 12]）
- JA全農Go・Go賞：2回（好捕賞：2002年6月 強肩賞：2003年9月）
- IBMプレイヤー・オブ・ザ・イヤー賞：2回（1999年、2001年）
- 日本プロスポーツ大賞 殊勲賞：1回（2001年）[60]
- 報知プロスポーツ大賞：1回（2001年）

### 記録

#### MLB
初記録
- 初出場・初先発出場：1990年8月7日、対サンフランシスコ・ジャイアンツ戦（ヒューストン・アストロドーム）、7番・左翼手で先発出場
- 初打席：同上、3回裏にジョン・バーケットから二飛
- 初安打：同上、8回裏にスティーブ・ベドローシアンから中前安打
- 初盗塁：1990年8月11日、対サンディエゴ・パドレス戦（ヒューストン・アストロドーム）、3回裏に二盗（投手：カルビン・シラルディ、捕手：ベニート・サンティアゴ）
- 初本塁打・初打点：1990年8月15日、対シカゴ・カブス戦（リグレー・フィールド）、4回表にマイク・ビーレッキーから左中間越ソロ

#### NPB
初記録
- 初出場・初先発出場：1996年3月30日、対西武ライオンズ1回戦（西武ライオンズ球場）、5番・左翼手で先発出場
- 初打席：同上、2回表に新谷博から空振り三振
- 初安打・初打点：同上、4回表に新谷博から中前先制適時打
- 初盗塁：1996年4月2日、対オリックス・ブルーウェーブ1回戦（藤井寺球場）、5回裏に二盗（投手：長谷川滋利、捕手：三輪隆）
- 初本塁打：1996年4月4日、対オリックス・ブルーウェーブ3回戦（藤井寺球場）、6回裏に清原雄一から右越2ラン

節目の記録
- 100本塁打：1999年7月20日、対千葉ロッテマリーンズ16回戦（大阪ドーム）、5回裏に川井貴志から右越2ラン ※史上206人目
- 150本塁打：2001年5月13日、千葉ロッテマリーンズ9回戦（大阪ドーム）、7回裏に小野晋吾から右越2ラン ※史上117人目
- 200本塁打：2002年4月22日、対日本ハムファイターズ4回戦（東京ドーム）、1回表にカルロス・ミラバルから中越先制ソロ ※史上76人目
- 1000安打：2002年8月13日、対オリックス・ブルーウェーブ20回戦（グリーンスタジアム神戸）、8回表にエド・ヤーナルから左前安打 ※史上210人目
- 250本塁打：2003年5月12日、対福岡ダイエーホークス7回戦（福岡ドーム）、5回表に山田秋親から右越ソロ ※史上44人目、外国人史上5人目
- 1000試合出場：2003年6月10日、対オリックス・ブルーウェーブ13回戦（大阪ドーム）、3番・左翼手で先発出場 ※史上387人目
- 1000三振：2003年9月13日、対千葉ロッテマリーンズ25回戦（大阪ドーム）、1回裏に小林宏之から ※史上35人目
- 300本塁打：2004年5月2日、対広島東洋カープ5回戦（東京ドーム）、8回裏にジョン・ベイルから右越ソロ ※史上28人目、外国人史上初
- 350本塁打：2005年6月14日、対東北楽天ゴールデンイーグルス4回戦（東京ドーム）、4回裏に朝井秀樹から右中間へ2ラン ※史上18人目、外国人史上初
- 1000打点：2007年4月4日、対千葉ロッテマリーンズ2回戦（京セラドーム大阪）、9回裏に小野晋吾から右越2ラン ※史上28人目、外国人史上初
- 1500安打：2007年6月30日、対北海道日本ハムファイターズ4回戦（京セラドーム大阪）、7回裏に江尻慎太郎から右前安打 ※史上91人目
- 3000塁打：2007年8月7日、対千葉ロッテマリーンズ16回戦（千葉マリンスタジアム）、4回裏に久保康友から左越ソロ ※史上41人目、外国人史上初
- 400本塁打：2007年9月2日、対千葉ロッテマリーンズ19回戦（千葉マリンスタジアム）、9回表に薮田安彦から中越ソロ ※史上14人目、外国人史上初
- 1000得点：2008年5月21日、対阪神タイガース2回戦（スカイマークスタジアム）、4回裏に後藤光尊の右中間適時二塁打で生還 ※史上34人目、外国人史上初
- 1500試合出場：2008年5月26日、対横浜ベイスターズ2回戦（横浜スタジアム）、4番・左翼手で先発出場 ※史上158人目、外国人史上初[28][61]
- 1500三振：2008年6月8日、対阪神タイガース3回戦（阪神甲子園球場）、7回表に渡辺亮から ※史上6人目、外国人史上初
- 450本塁打：2009年4月26日、対北海道日本ハムファイターズ5回戦（スカイマークスタジアム）、4回裏に榊原諒から右中間へソロ ※史上12人目[29]、外国人史上初
- 300二塁打：2009年8月7日、対千葉ロッテマリーンズ13回戦（京セラドーム大阪）、1回裏に渡辺俊介から左中間二塁打 ※史上53人目、外国人史上初
- 3500塁打：2009年9月25日、対千葉ロッテマリーンズ22回戦（千葉マリンスタジアム）、2回表に成瀬善久から右越安打 ※史上23人目、外国人史上初

最多記録・最多タイ記録
- シーズン55本塁打：2001年 ※パ・リーグ最多タイ、史上2位タイ
- シーズン137得点：2001年 ※パ・リーグ最多、史上2位
- シーズン364塁打：2001年 ※パ・リーグ最多、史上3位
- 奪本塁打投手人数：228 ※プロ野球史上3位[注 13]

その他の記録
- シーズン50本塁打以上：2回（2001年・55本、2003年・51本） ※2001年の達成時は平成かつ21世紀初、複数回記録は史上3人目、外国人史上初
- 2試合連続満塁本塁打：2003年6月23日 - 6月25日 ※史上4人目[62]
- 10年連続シーズン100三振以上：1996年 - 2005年 ※史上初
- 在籍12シーズン連続100三振以上：1996年 - 2005年、2007年 - 2008年
- 全球団から本塁打：2007年5月27日、対読売ジャイアンツ1回戦（東京ドーム）、11回表に上原浩治から右越決勝2ラン ※史上8人目
- 通算0犠打 ※史上最多となる通算7320打席での記録[63]
- 京セラドーム（大阪ドーム）通算最多本塁打：149本（2位は中村紀洋の123本）
- 京セラドーム（大阪ドーム）通算最多打点：411打点（2位は中村紀洋の373打点）
- オールスターゲーム出場：10回（1997年、1998年、1999年、2000年、2001年、2002年、2003年、2004年、2007年、2008年）
- 同一カード100本以上：日本ハム戦（100本）※史上6人目

### 独立リーグでの打撃成績
| 年 度     | 球 団     | 試 合 | 打 数 | 得 点 | 安 打 | 二 塁 打 | 三 塁 打 | 本 塁 打 | 塁 打 | 打 点 | 盗 塁 | 犠 打 | 犠 飛 | 四 球 | 死 球 | 三 振 | 併 殺 打 | 打 率 | 出 塁 率 | 長 打 率 | O P S |
| --------- | --------- | ----- | ----- | ----- | ----- | -------- | -------- | -------- | ----- | ----- | ----- | ----- | ----- | ----- | ----- | ----- | -------- | ----- | -------- | -------- | ----- |
| 2015      | 富山      | 41    | 146   | 12    | 46    | 3        | 0        | 5        | 72    | 37    | 0     | 0     | 1     | 31    | 0     | 23    | 6        | .315  | .433     | .493     | .926  |
| 通算：1年 | 通算：1年 | 41    | 146   | 12    | 46    | 3        | 0        | 5        | 72    | 37    | 0     | 0     | 1     | 31    | 0     | 23    | 6        | .315  | .433     | .493     | .926  |

### 背番号
- 4（1990年 - 1993年）
- 25（1993年 - 1995年）
- 29（1995年）
- 20（1996年 - 2005年）
- 8（2007年 - 2009年）
- 16（2015年 - 2016年）

## 関連情報

### ローズを取り上げた作品
2001年、少年サンデー超2001年11月号に「タフィ・ローズ物語」が掲載された。